# Xã Bismarck, Quận Hot Spring, Arkansas
Xã Bismarck (tiếng Anh: Bismarck Township) là một xã thuộc quận Hot Spring, tiểu bang Arkansas, Hoa Kỳ. Năm 2010, dân số của xã này là 2.378 người.